# Transports en région Occitanie
Cet article concerne les différents modes de transports en région Occitanie.
L'Occitanie compte 3 932 kilomètres de réseau ferré (voies principales) dont 3 % de LGV et 141 543 kilomètres de réseau routier dont 1 % d'autoroutes, selon l'ARAFER.
La région compte, selon l'ARAFER :
- 39 villes desservies par un service routier librement organisé
- 1403 villes desservies par un service routier conventionné
- 242 villes desservies par un service ferroviaire conventionné
- 26 villes desservies par un service ferroviaire commercial
- 8 villes desservies par un service aérien

## Réseau routier

### Connexions
La région est traversée par des tronçons des réseaux nationaux d'autoroute et de autres routes nationales constituant des grands axes ou itinéraires routiers européens: Plusieurs routes européennes  traversent le territoire régional :
- l'E9 (axe Orléans-Barcelone, passant dans la région par l'A20, l'A62, l'A61, l'A66 et la N20),
- l'E11 (Vierzon-Béziers, constitué dans la région par l'A75),
- l'E15 (une des routes de référence « nord-sud » entre Inverness en Écosse jusqu'à Algésiras en Andalousie en passant notamment par Londres, Paris, Lyon et Barcelone, son tracé dans la région correspond exclusivement à l'A9),
- l'E72 (Bordeaux-Toulouse via l'A62),
- l'E80 (route de référence « est-ouest » entre Lisbonne et la frontière Turquie-Iran en passant, entre autres, par Vitoria-Gasteiz, Toulouse, Montpellier, Nice, Rome, Dubrovnik, Sofia et Istanbul, dans la région Occitanie elle suit le parcours de l'A64, l'A620, l'A61, l'A9 et l'A54).

### Sécurité routière
Le graphique qui aurait dû être présenté ici ne peut pas être affiché car il utilise l'ancienne extension Graph, désactivée pour des questions de sécurité. Des indications pour créer un nouveau graphique avec la nouvelle extension Chart sont disponibles ici.

- < 6
- < 8
- < 10

- Pour la France: calculé par l'ONISR, sur la mortalité de la période 2012-2016 et la population INSEE 2016, Site ONISR'"`UNIQ--ref-00000007-QINU`"'
- Pour l'Andorre, source: estimation  OMS sur l'année 2013'"`UNIQ--ref-00000008-QINU`"'
- Pour les régions de Suisse et de l'UE, hors France, source: EUROSTAT (Victimes dans les accidents de la route par région NUTS 2 '"`UNIQ--nowiki-00000009-QINU`"'tran_r_acci'"`UNIQ--nowiki-0000000A-QINU`"') pour les années 2012-2016'"`UNIQ--ref-0000000B-QINU`"'.

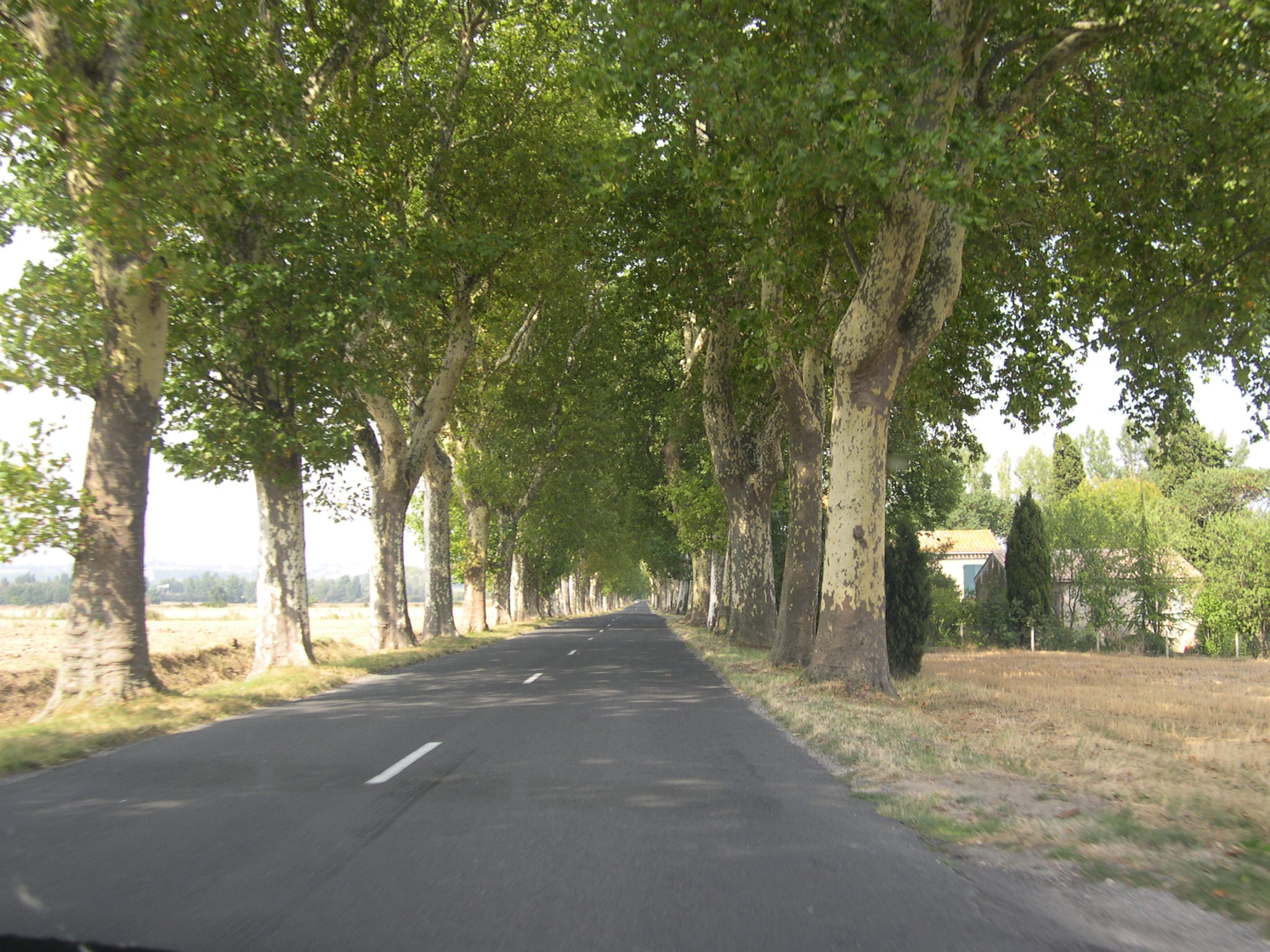
Route ombragée de campagne d'Occitanie. Les arbres sont liés à environ 20 % des blessés et 36 % des tués contre obstacle fixe, en Occitanie. Ces arbres sont présents en l'absence de zones de sécurité.

En  région Occitanie, la sécurité routière est un enjeu important. Dans la seule ville de Toulouse, 445 accidents corporels se sont produits en 2015, conduisant outre les blessés ayant nécessité l'intervention des secours, au décès de onze personnes.
Le fait que l'Occitanie compte plus de tués et moins d'accidents corporel qu'au niveau national traduit des disparités entre départements:
Compté à population identique, le nombre de tués est plus élevé en Occitanie pour un nombre d'accidents plus faible.
La Haute-Garonne bénéficie d'un moindre nombre d'accidents et d'un moindre nombre de tués, en 2023.
Les quatre départements en façade méditerranéenne comptent 191 des 364 tués, soit 52 % des tués, soit entre 60 et 80 tués par millions d'habitant, contre 173 tués pour les 9 autres départements. Ils comptent aussi la majorité des accidents et des blessés, en 2023.
|  |

#### Sécurité par mode de déplacement
Avec 389 tués en 2024, la région Occitanie est la seconde région pour le nombre de tués après les 413 tués d'Auvergne-Rhône-Alpes. Ces deux régions ensemble regroupent le quart de la mortalité française.
En 2024,les chiffres sont les suivants:
- 44 personnes sont tuées à pieds
- 35 personnes sont tuées à vélo
- 5 sont tuées en EDPm
- 87 sont tuées en 2RM
- 3 personnes sont tuées en voiturette
- 195 personnes sont tuées en voiture de tourisme
- 14 personnes sont tuées en véhicule utilitaire ou poids lourd, mais 54 personnes sont tuées dans un accident impliquant un véhicule utilitaire ou poids lourd

45% des tués le sont dans un accident sans tiers: sans autre véhicule et sans piéton

#### Sécurité dans les métropoles
En 2024, le nombre de tués dans les métropôles de la région est de 17 à Toulouse, 13 à Montpellier, 9 à Perpignan et 12 à Nîmes, soit un total de 51 tués dans ces métropoles représentant 13% de la mortalité régionale et 1,9 million d'habitants.
Les rues les plus dangereuses de la métropole toulousaine sont la rocade Arc-en-Ciel, les allées Jean-Jaurès, l'avenue de Lardenne, les boulevards d'Arcole, de Strasbourg, Carnot et Lascrosses, l'avenue des États-Unis, l'échangeur de Sesquières et l'avenue Salvador-Allende, la rue de Metz, la rue de la République et l'avenue Étienne-Billières.

### Autoroutes

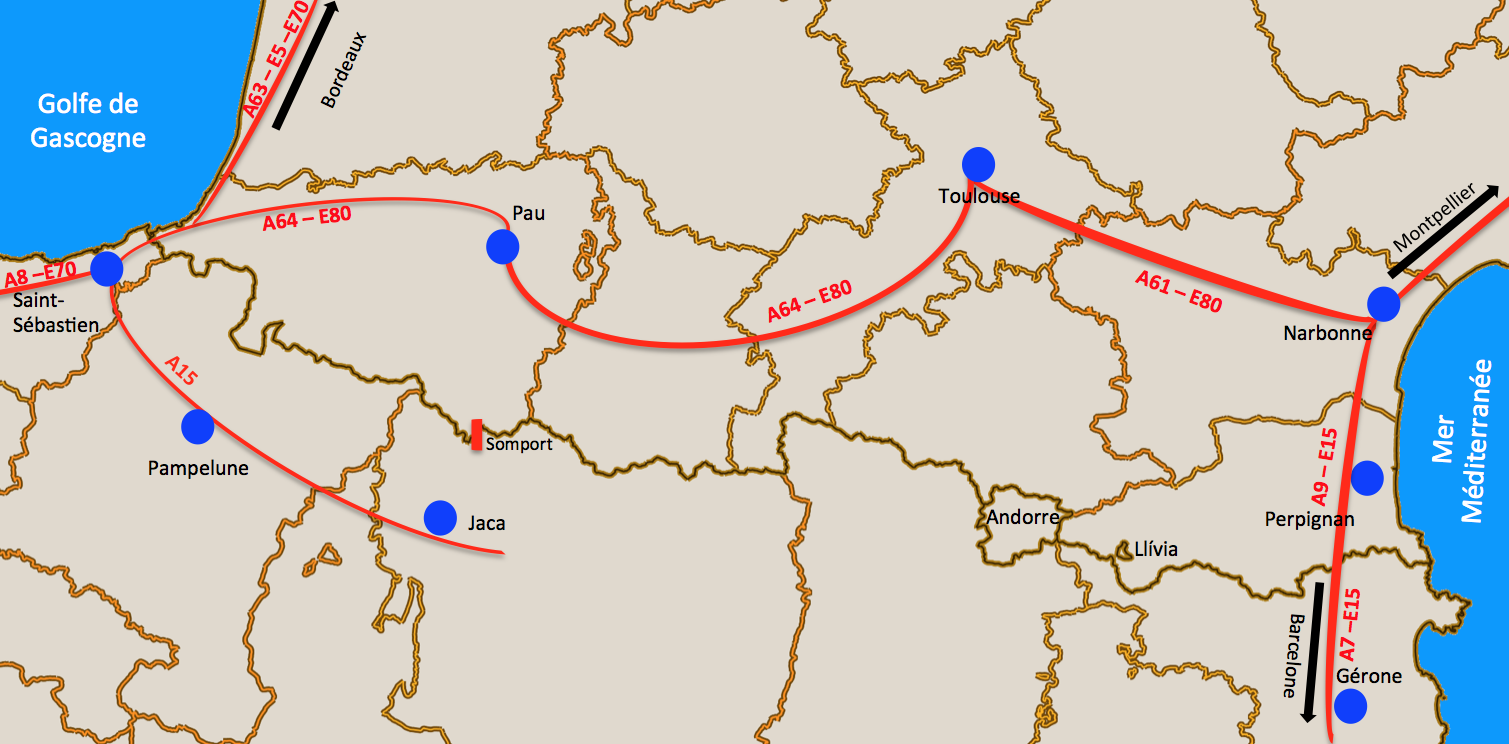
Les voies autoroutières dans la zone pyrénéenne.

- A9 - E15 - E80 (La Languedocienne, La Catalane : Orange - Frontière espagnole)
- A20 - E9 (L'Occitane : Vierzon - Montauban, puis Toulouse par A62)
- A54 - E80 (La Camarguaise : Nîmes - Salon-de-Provence)
- A61 - E80 (Autoroute des Deux-Mers : Narbonne - Toulouse)
- A62 - E72 (Autoroute des Deux-Mers : Toulouse - Bordeaux)
- A64 - E80 (La Pyrénéenne : Toulouse - Bayonne)
- A66 - E9 (Toulouse - Pamiers)
- A68 (Autoroute du Pastel : Toulouse - Albi)
- A75 - E11 (La Méridienne : Béziers - Clermont-Ferrand)
- A620 (Périphérique ouest de Toulouse)
- A621 (Fil d'Ariane : Toulouse - Aéroport de Toulouse-Blagnac)
- A624 (Toulouse - Colomiers)
- A645 (A64 - Montréjeau)
- A680 (A68 - Verfeil)
- A709 - E15 - E80 (Fabrègues - Saint-Brès)
- A750 (Ceyras - Montpellier)

En février 2022, la région dispose aussi d'autoroutes ou de portions d'autoroutes non concédées par l'État, qui peuvent être mises à disposition des autorités locales comme[réf. non conforme] sur les autoroutes A68, A620, A621, A623, A624 et A750.
Par ailleurs, une autoroute est plus ou moins en construction. Voir l'article A69.

### Routes nationales

Quelques autoroutes et routes nationales, en 2013.
- Avec voies rapides: N88, N124
- Nationales indiqués: N20, N21,
- Autres nationales: N112, N122, N126, N224, N524
- Hors carte: N22, N100, N106, N116, N125, N320, N580

- RN 20 - E9 : Pamiers - Espagne (Arriège)
- RN 21 : Limoges - Lourdes (Gers, Haute-Pyrénnées)
- RN 22 : L'Hospitalet-près-l'Andorre - Andorre (Arriège)
- RN 88 : Lyon - Albi (Tarn, Lozère)
- RN 100 : Avignon - Remoulins (Gard)
- RN 106 : Nîmes - Balsièges (Gard, Lozère)
- RN 112 : Mazamet - Castres (Tarn)
- RN 116 : Perpignan - Espagne (PO)
- RN 122 : Aurillac - Figeac (Lot)
- RN 124 : Toulouse - Mont-de-Marsan (Haute-Garonne?, Gers)
- RN 125 : Montréjeau - Espagne (Haute-Garonne)
- RN 126 : Toulouse/A680 - Castres (Tarn)
- RN 224 : L'Isle-Jourdain - Blagnac (Gers, Haute-Garonne)
- RN 320 : L'Hospitalet-près-l'Andorre - Porté-Puymorens (Arriège)
- RN 524 : Langon - RN 124 (Gers)
- RN 580 : Bagnols-sur-Cèze - A9 (GArd)

En février 2022, l'État dispose aussi d'un bout de N86 dans le Gard, N109 dans l'Hérault, N542 dans la Haute-Garonne et le Gers, et N2009 dans l'Hérault. L'État ne dispose ni de route N112 ni de N126.

### Cartes détaillées

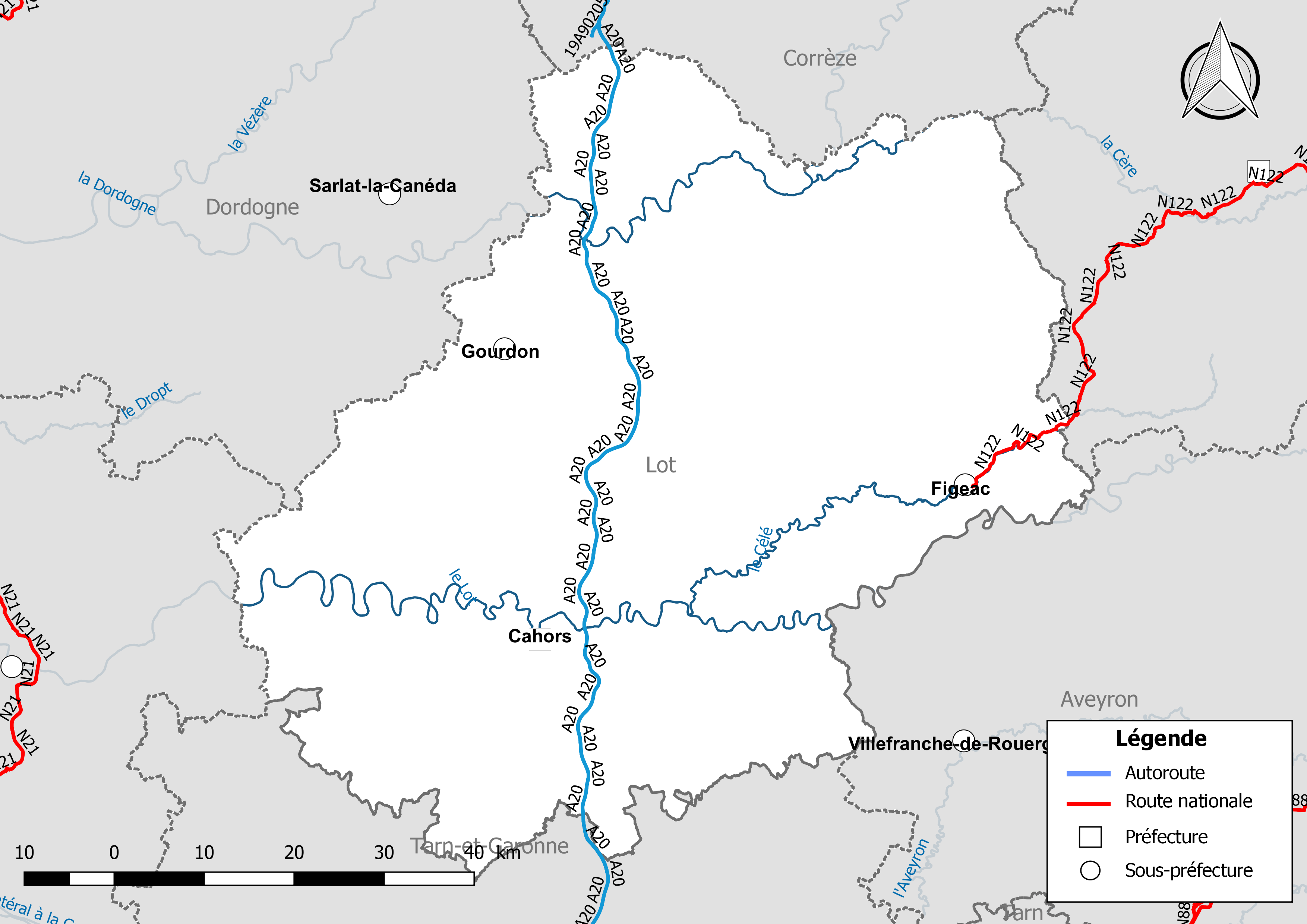
Lot avec RN 122
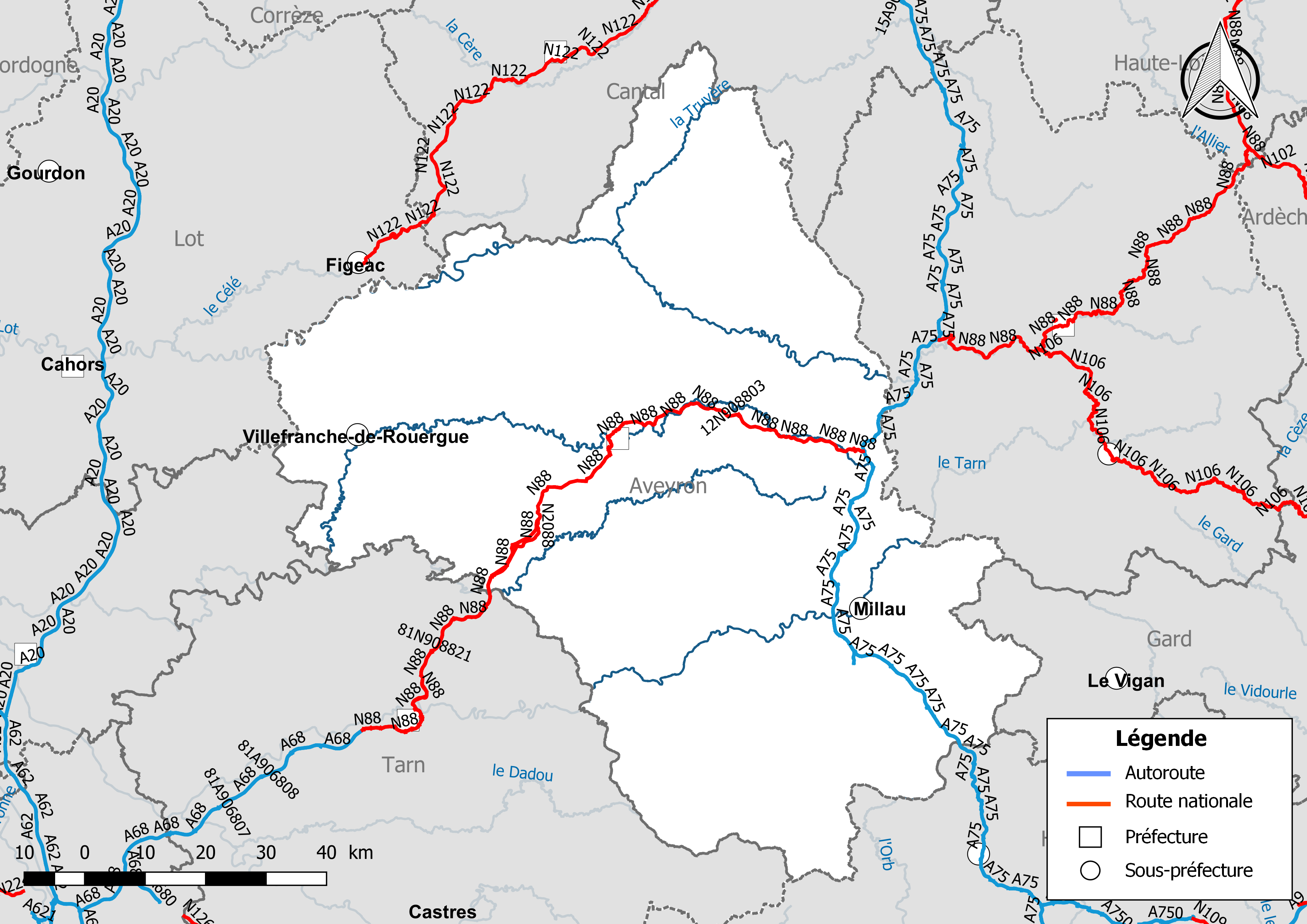
Aveyron avec RN 88
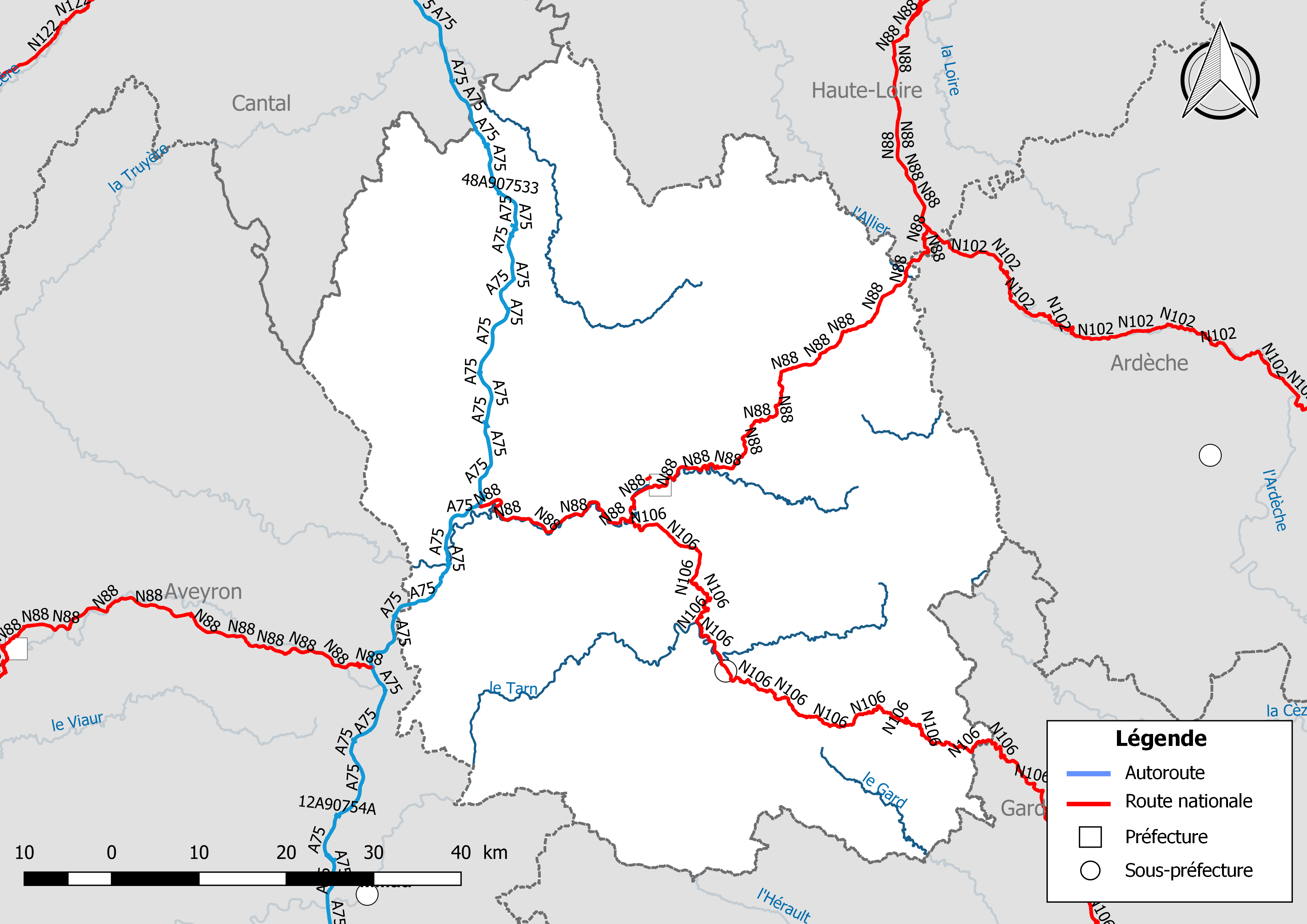
Lozère avec RN 88 et RN 106
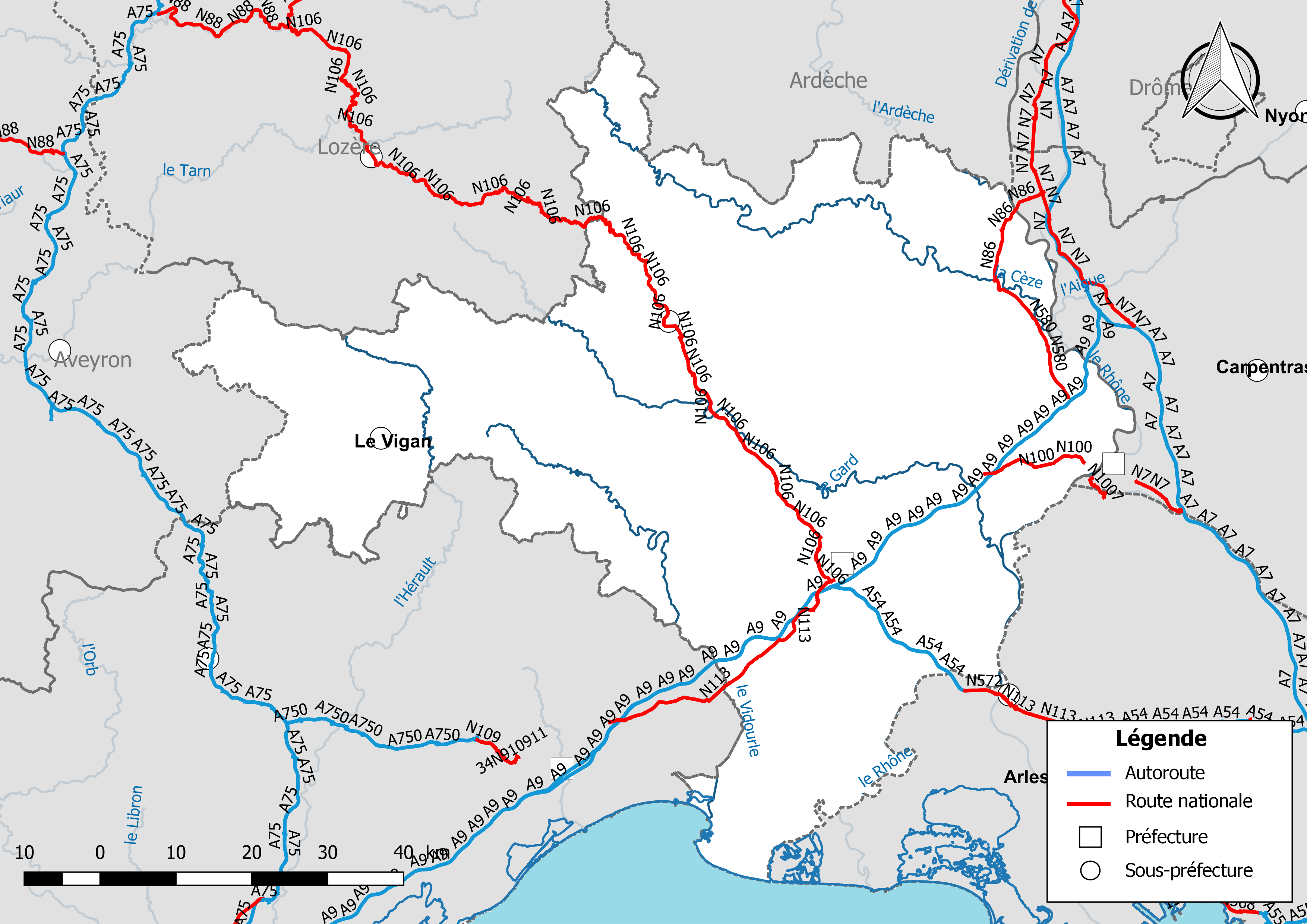
Gard avec RN 100, et RN 106 et RN 580

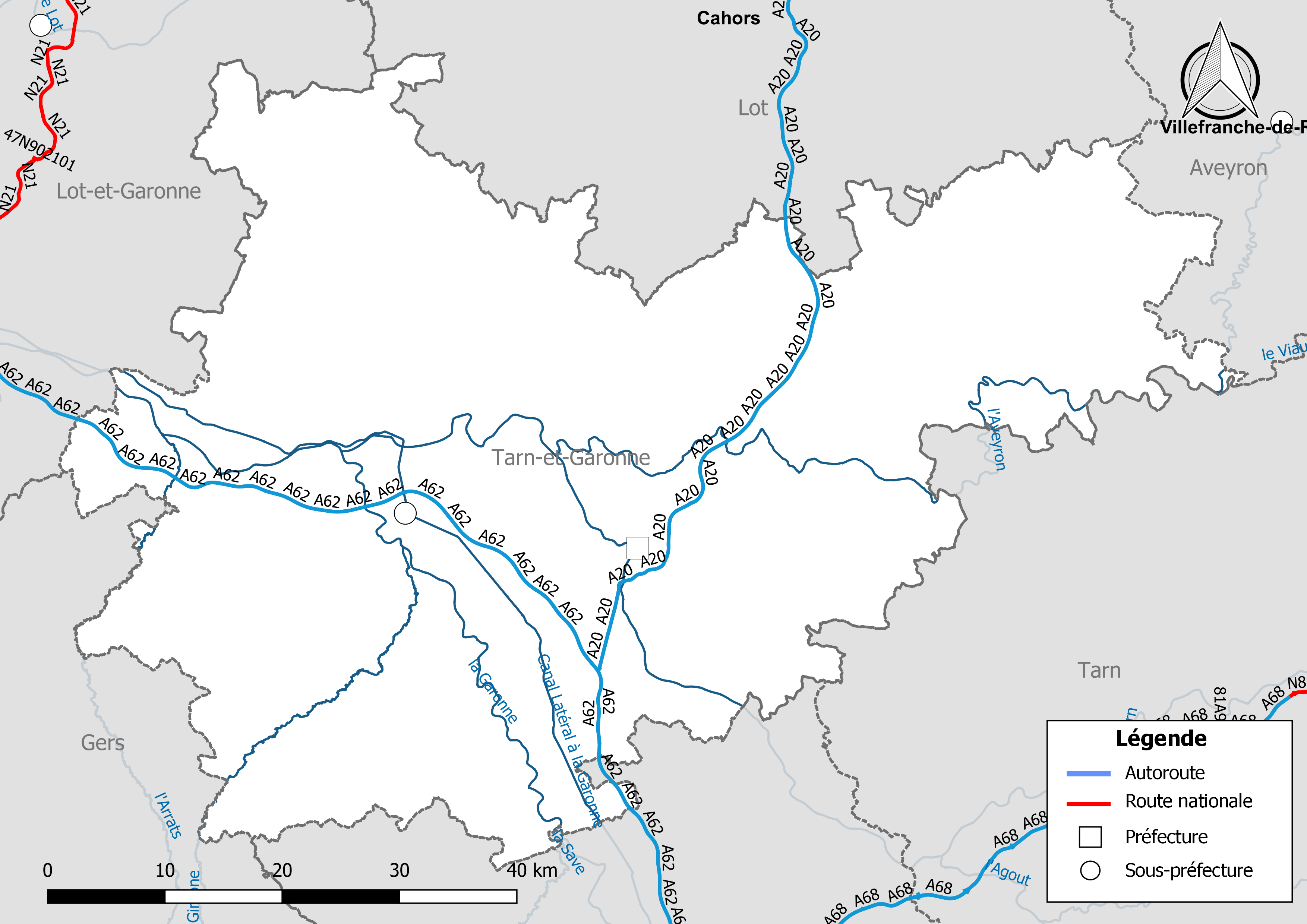
Tarn et Garonne
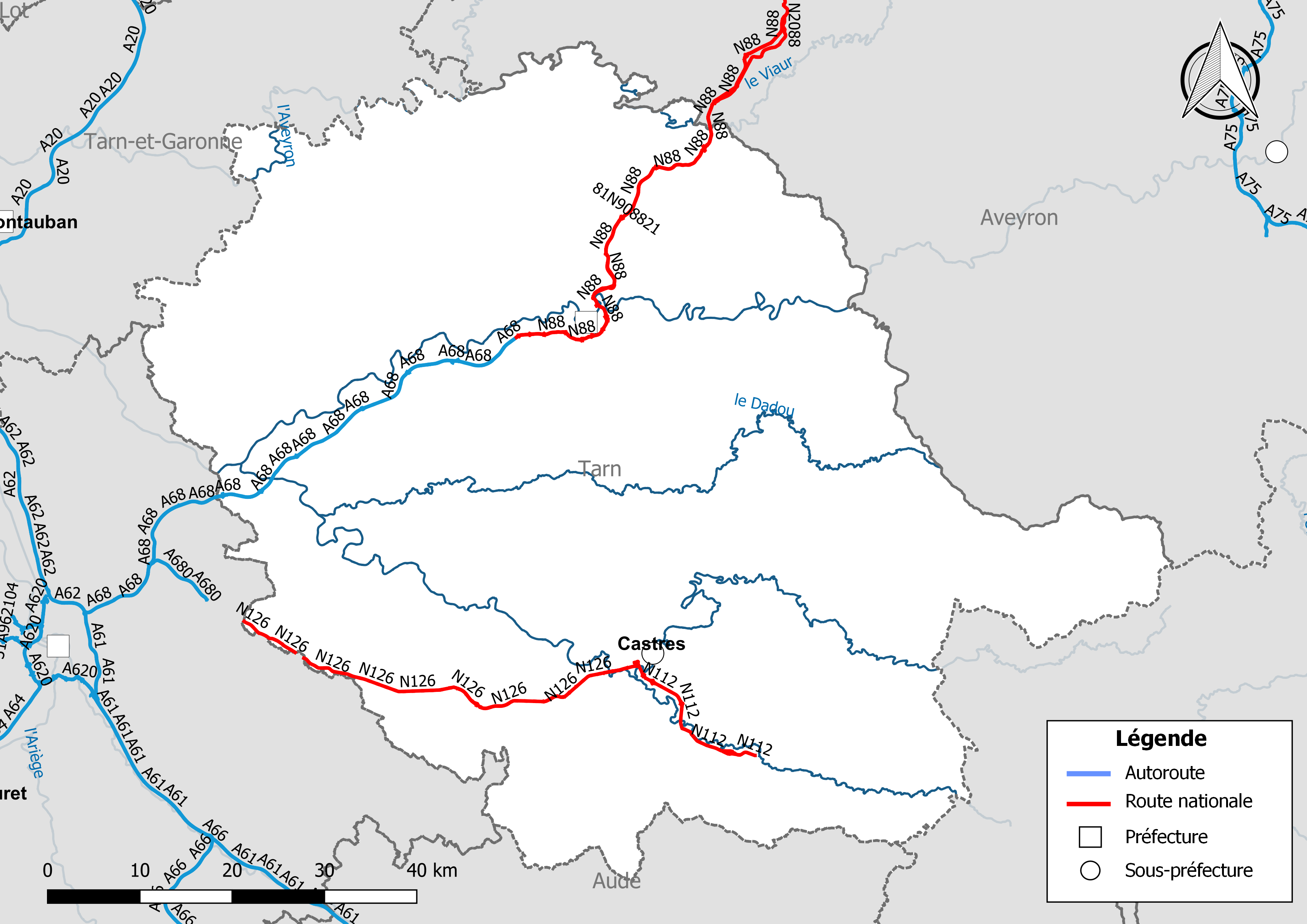
Tarn avec RN 88 et RN 112 et RN 126
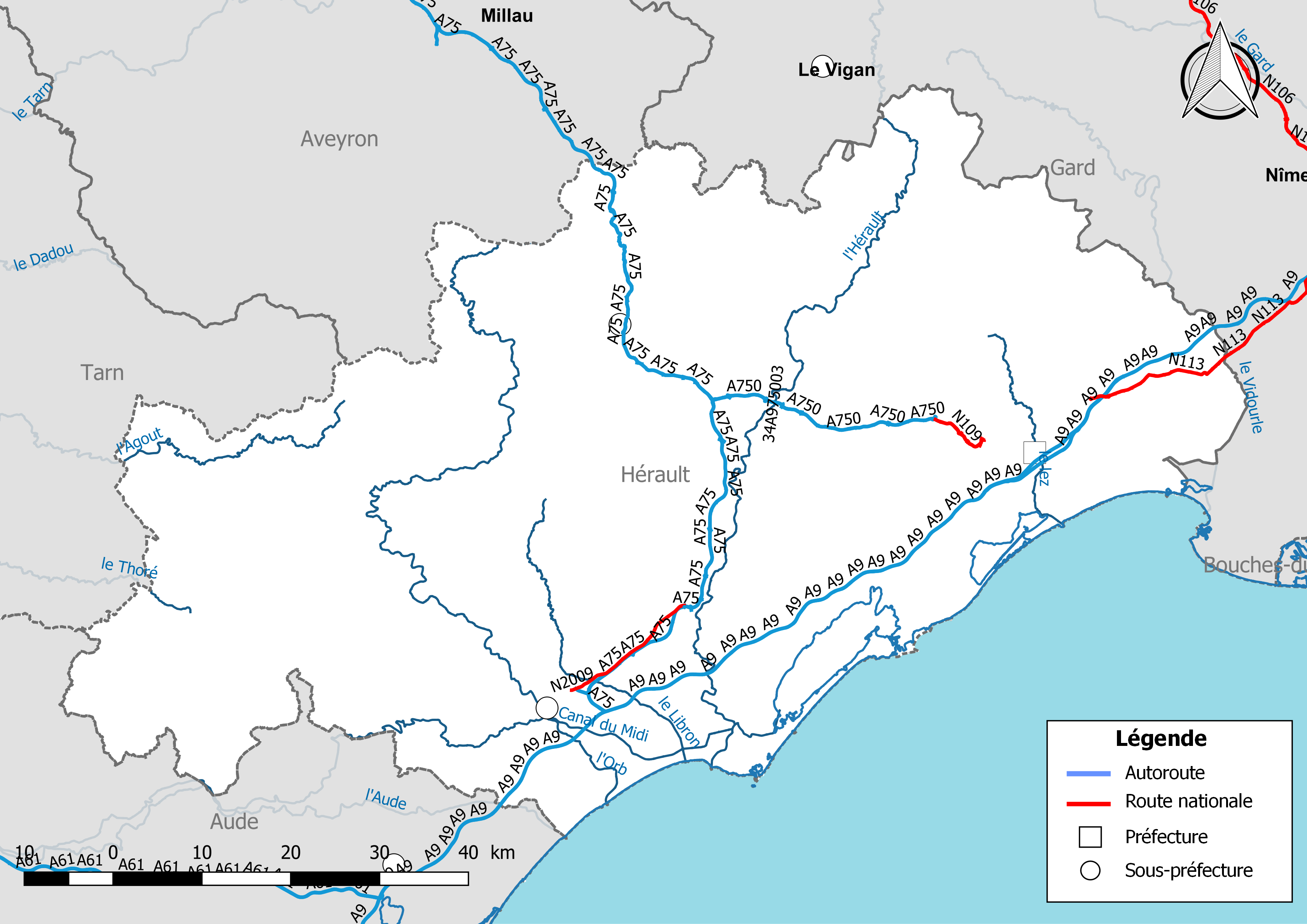
Hérault

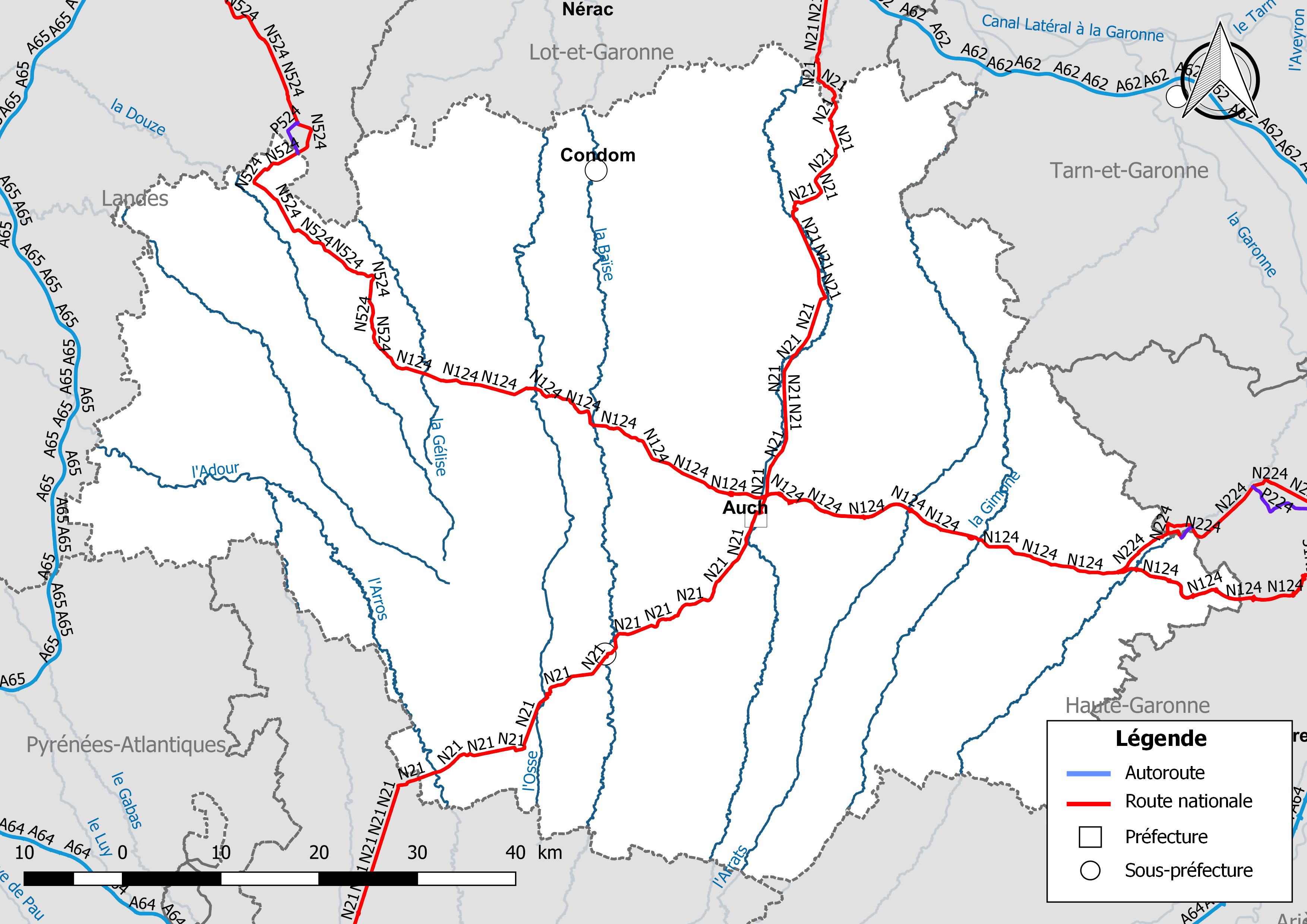
Gers avec RN 124 et RN 21 et RN 524
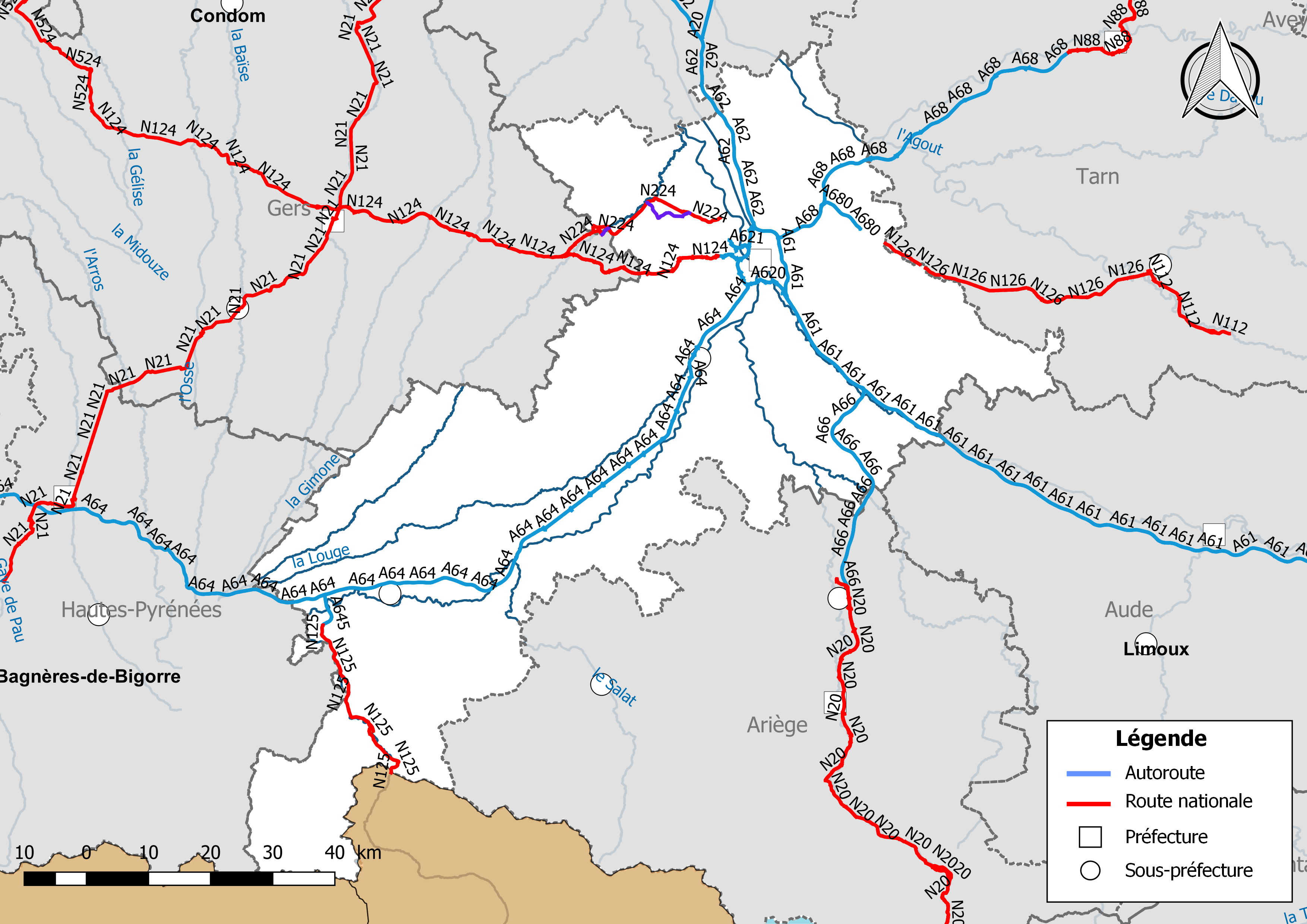
Haute-Garonne avec RN 125 et RN 224
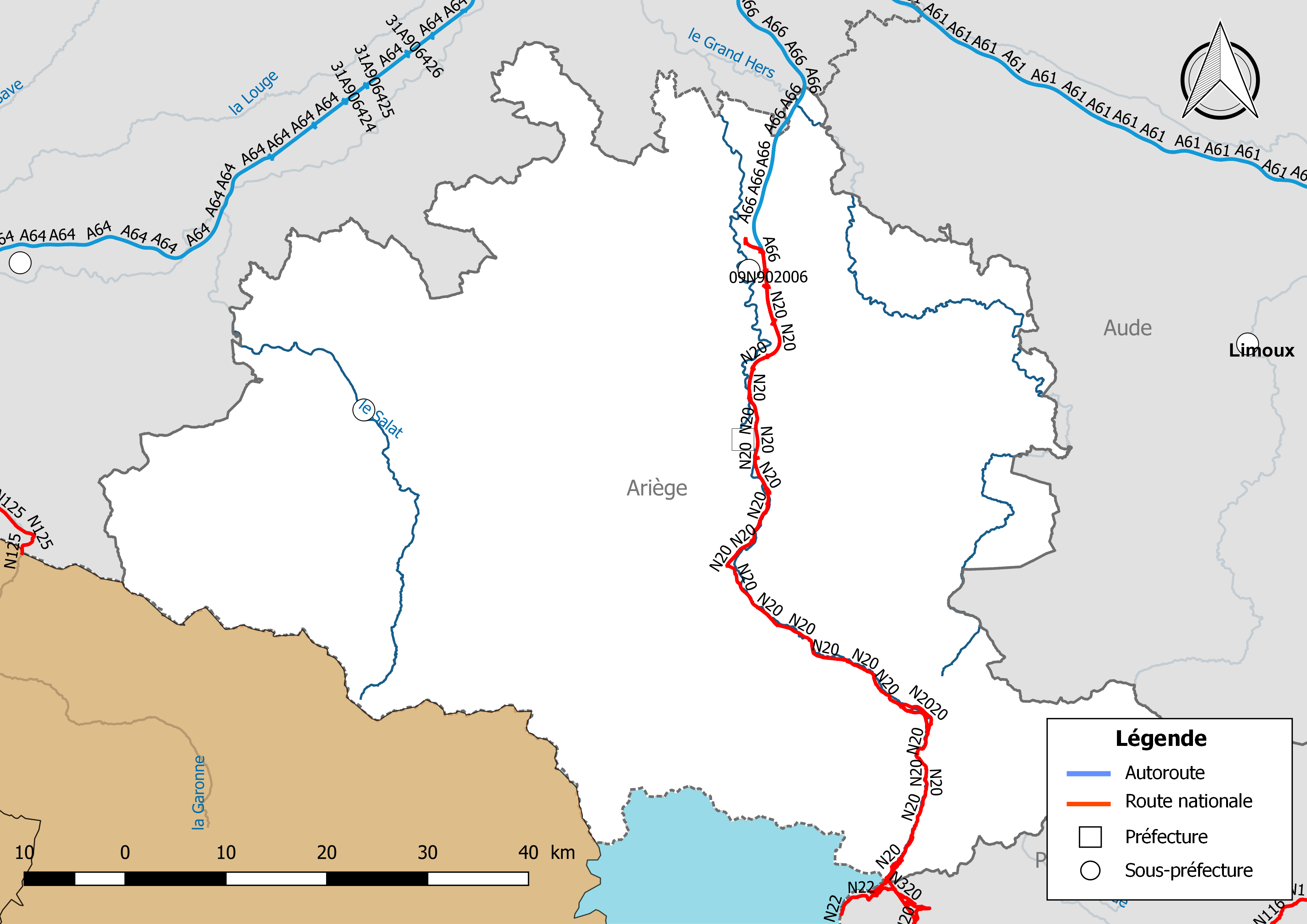
Arriège avec RN 20 et RN22 et RN 320
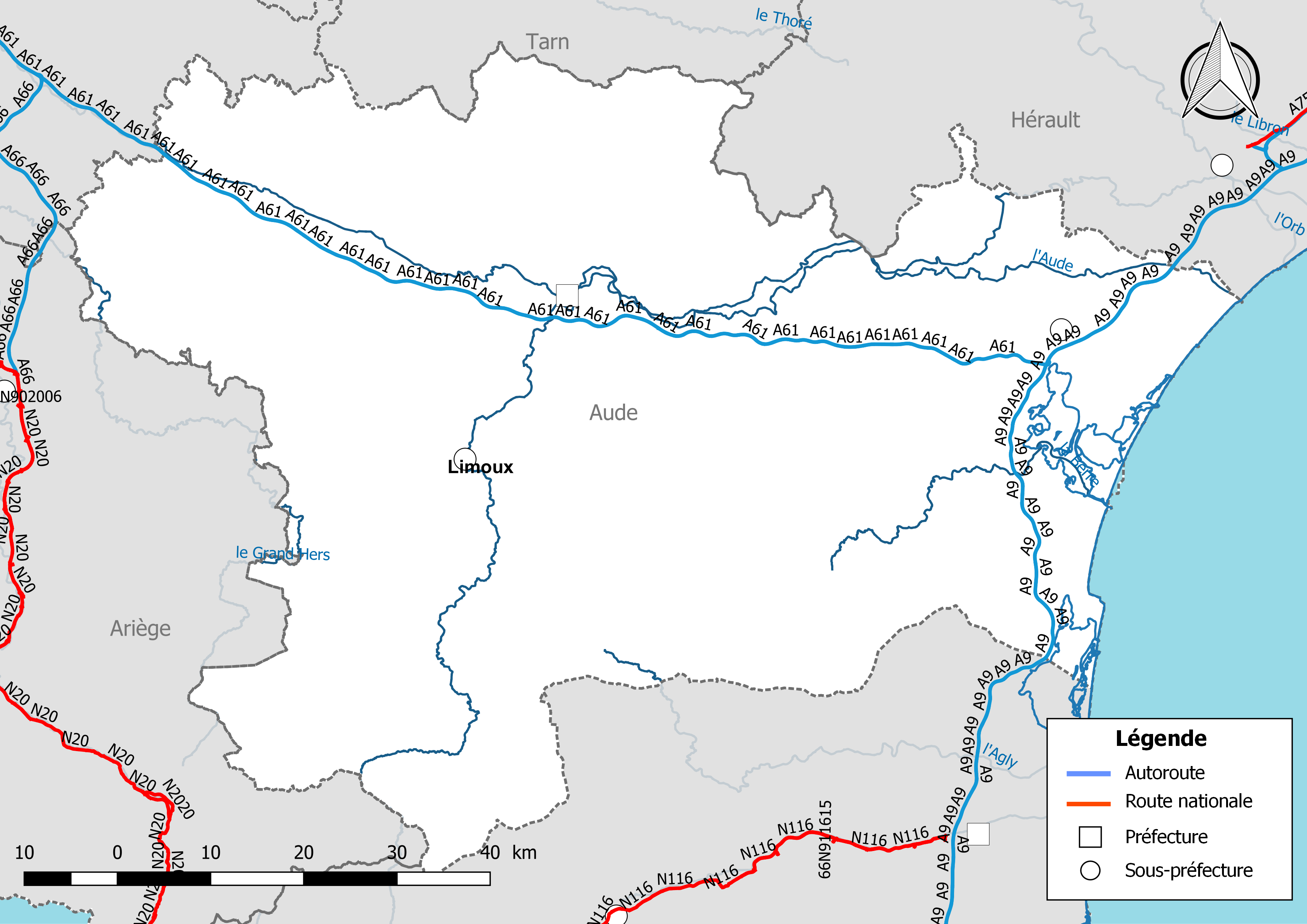
Aude
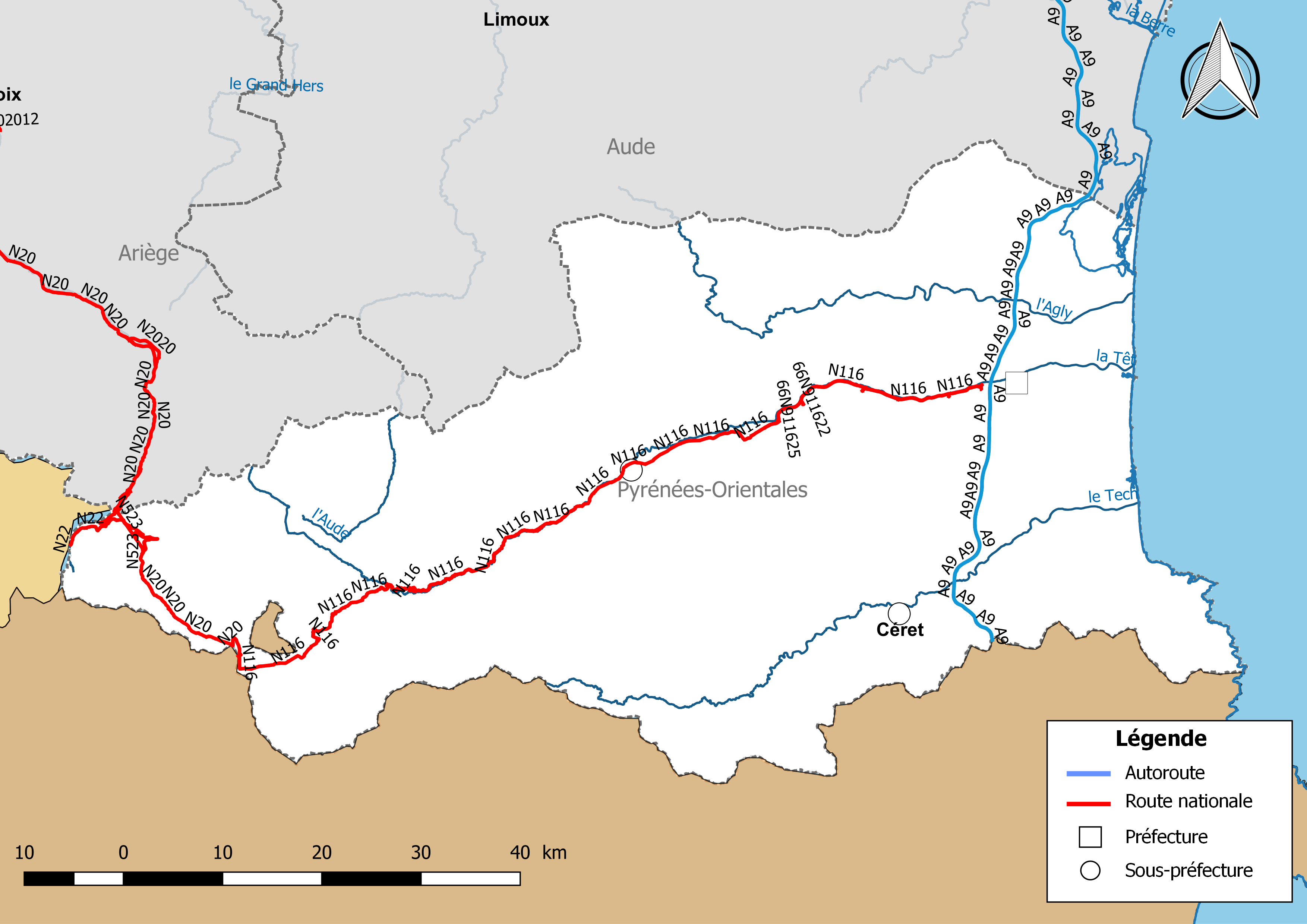
PO avec RN 116 et RN 320

### Traversée des Pyrénées

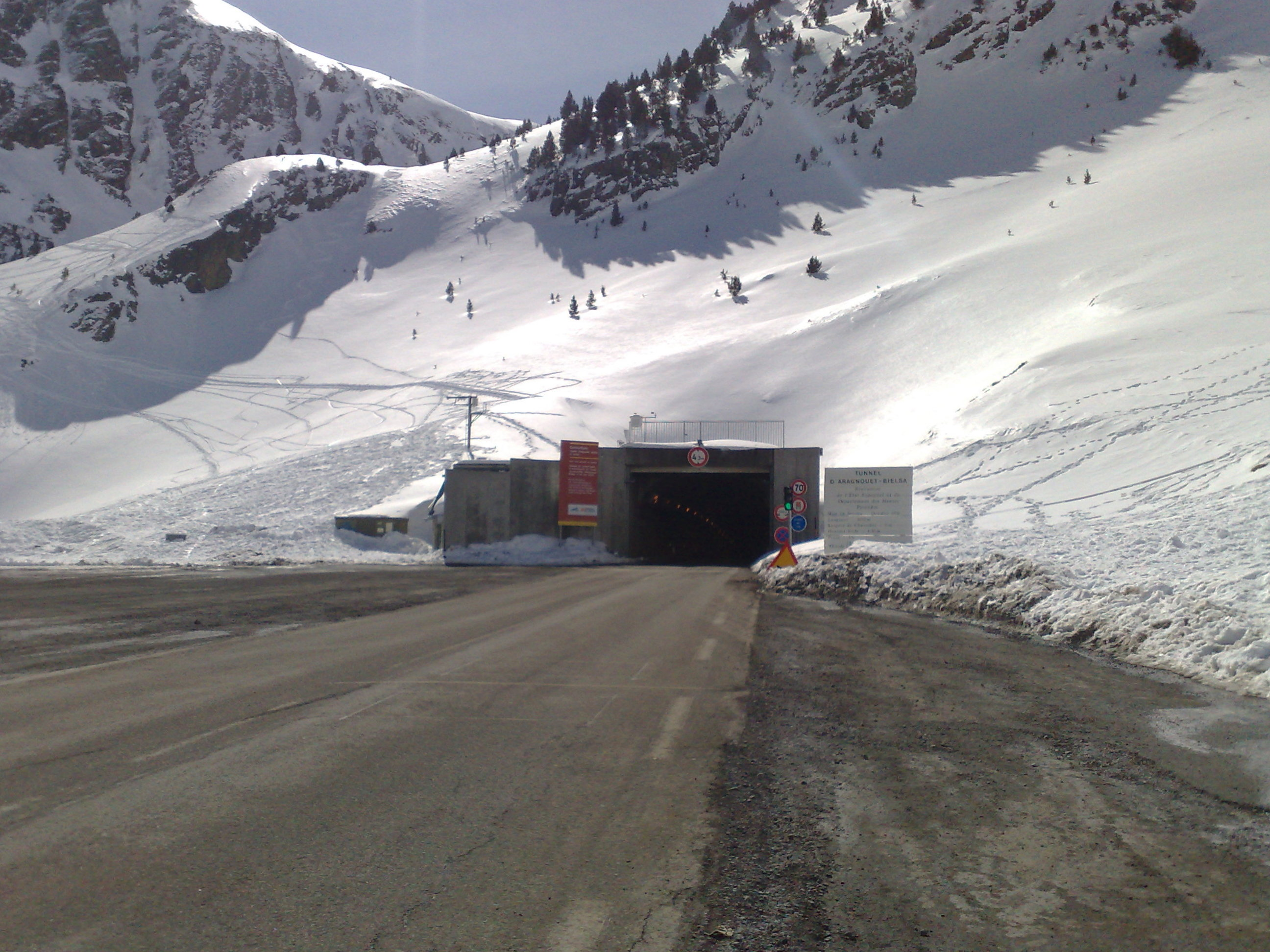
Entrée française du Tunnel Aragnouet-Bielsa.

Passage de la frontière franco-espagnole :
- Tunnel Aragnouet-Bielsat
- Col du Portillon
- Col d'Ares
- Col du Perthus
- Col de Banyuls
- Col des Balistres

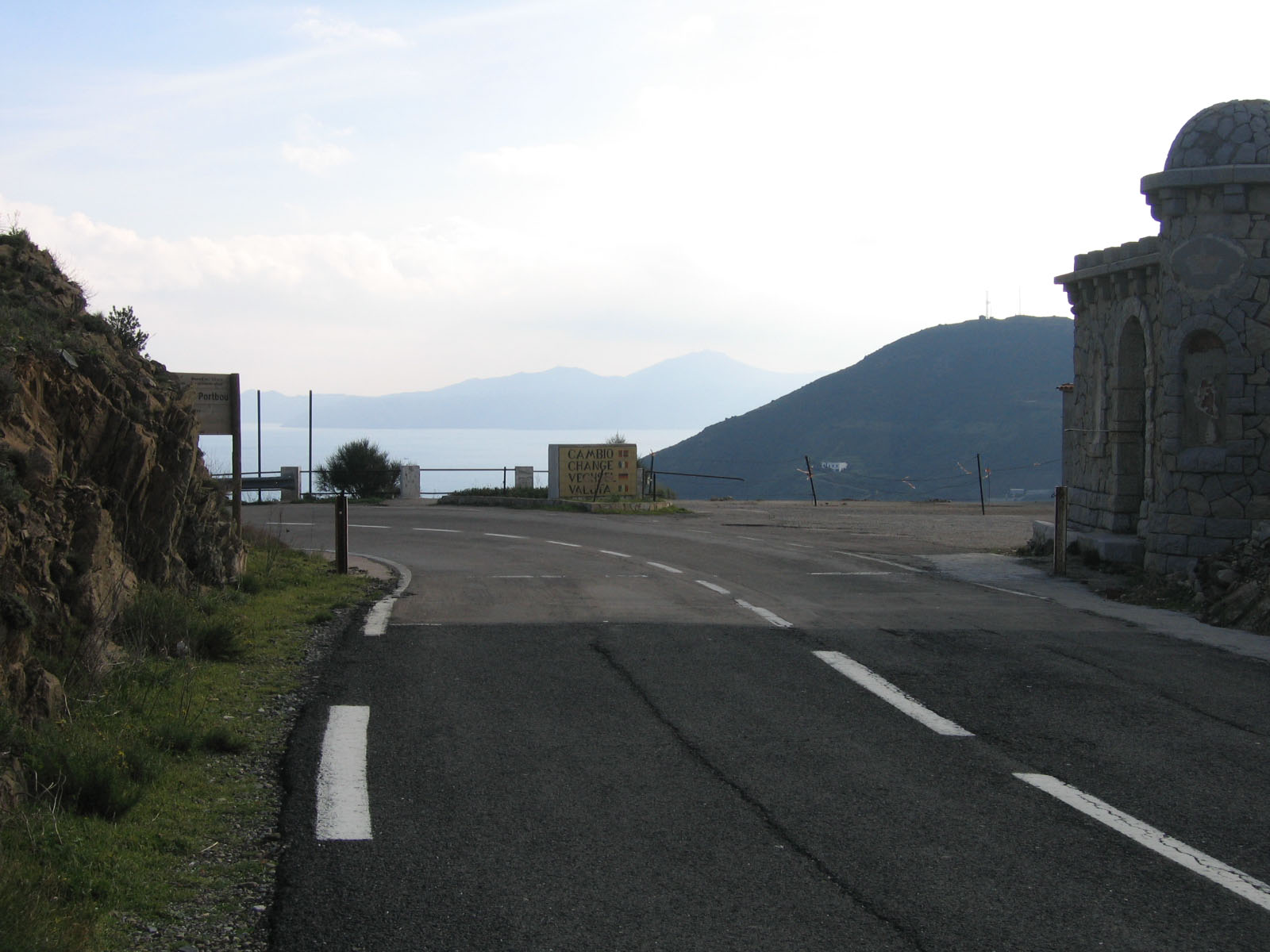
Vers Portbou.
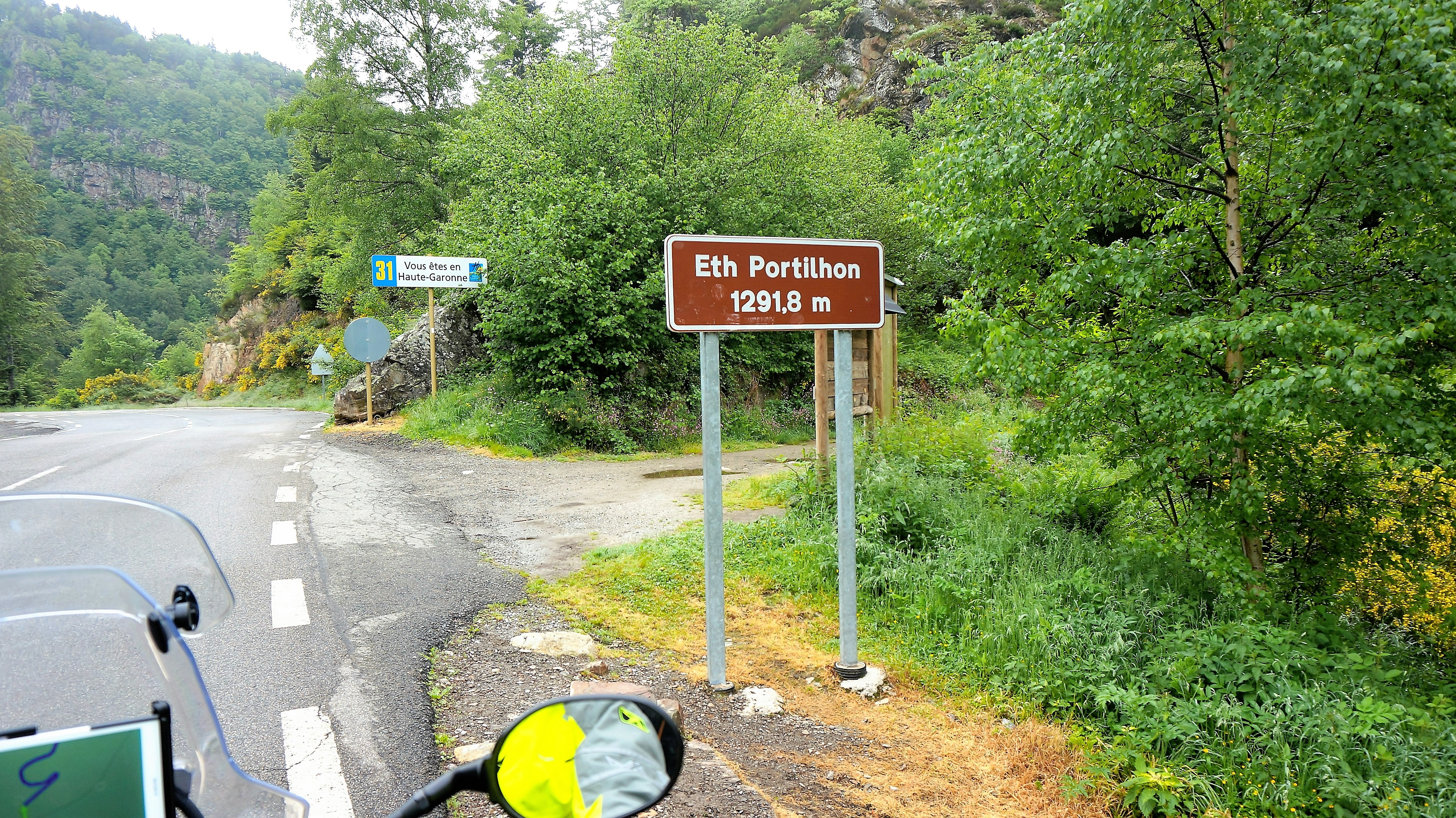
Portillon.

### Anciens réseaux routiers
Les réseaux routiers de la région sont documentés avec précision dès la carte de Cassini.
Parmi ces réseaux, au départ de Toulouse, on trouve notamment les chemins suivants :
- en remontant la Garonne : Toulouse, Muret, Saint-Martory, Saint-Gaudens (en particulier, le tronçon entre Noé et Martre est parfaitement rectiligne sur 27 kilomètres, mais cette ligne droite est moins longue que celle de la Via Aemilia) ;
- en remontant le Touch: Toulouse, Saint-Lys, Sainte-Foy, Samatan, Lombez ;
- L'Isle-Jourdain, Gimont, Aubiet, Auch ;
- en descendant la Garonne: Toulouse, Castelnau-d'Estrétefonds, Grisolles, Montauban / Castelsarrasin ;
- Toulouse, Gaillac, Albi ;
- Toulouse, Lanta, Caraman, Revel ;
- Toulouse; Lavaur, Castres, Saint-Pons ;
- vers la mer: Toulouse, Castanet-Tolosan, Villefranche, Castelnaudary ; Carcassonne, Lézignan, Narbonne.

La carte de Cassini montre des chemins qui sont alignés : actuelle avenue des États-Unis (vers Paris) en prolongation de l'actuelle avenue de l'URSS (vers Narbonne).
De même, elle situe Carcassonne à la croisée des chemins alignés : Villegly-Maquens (axe Béziers-Limoux) et Toulouse-Narbonne.

#### ProfilXVIIIesiècle: Toulouse à Bayonne, par Auch et Tarbes
Le graphique qui aurait dû être présenté ici ne peut pas être affiché car il utilise l'ancienne extension Graph, désactivée pour des questions de sécurité. Des indications pour créer un nouveau graphique avec la nouvelle extension Chart sont disponibles ici.

#### Profil nouveau: l'A64, de Bayonne à Toulouse
Le graphique qui aurait dû être présenté ici ne peut pas être affiché car il utilise l'ancienne extension Graph, désactivée pour des questions de sécurité. Des indications pour créer un nouveau graphique avec la nouvelle extension Chart sont disponibles ici.

Le point le plus haut de l'autoroute, 630 m environ, se situe sur le plateau de Lannemezan, près de la sortie 16.

## Transports en commun

### Transports urbains
| Ville       | Métro                                                                           | Tramway                                               | Bus                                               | Réseau ferroviaire             | Autres                                                                         |
| ----------- | ------------------------------------------------------------------------------- | ----------------------------------------------------- | ------------------------------------------------- | ------------------------------ | ------------------------------------------------------------------------------ |
| Toulouse    | Métro de Toulouse · Ligne A du métro de Toulouse · Ligne B du métro de Toulouse | Tramway de Toulouse · Ligne T1 du tramway de Toulouse | - Linéo de Toulouse - Bus de Toulouse             | Réseau ferroviaire de Toulouse | - Téléphérique urbain sud de Toulouse - (2028) - Ligne Aéroport Express (2026) |
| Montpellier |                                                                                 | 1 2 3 4                                               | - Autobus de Montpellier                          |                                |                                                                                |
| Nîmes       |                                                                                 |                                                       | - Bus à haut niveau de service - Bus de Nîmes     |                                |                                                                                |
| Perpignan   |                                                                                 |                                                       | - Bus à haut niveau de service - Bus de Perpignan |                                |                                                                                |
| Béziers     |                                                                                 |                                                       | - Bus de Béziers                                  |                                |                                                                                |
| Montauban   |                                                                                 |                                                       | - Bus de Montauban                                |                                |                                                                                |

### LiO: réseau régional des transports publics d'Occitanie
En 2022, la région prévoit de dépenser 960 millions d'euros dans les transports l'année suivante.

Logo de liO en 2020

Carte transports Lio en Occitanie, année inconnue. Les lignes du réseau sont des lignes interurbaines, permettant la mobilité des voyageurs entre les différentes villes et villages de la région Occitanie, mais aussi vers des villes des régions frontalières de Nouvelle-Aquitaine, Auvergne-Rhône-Alpes ou Provence-Alpes-Côte d'Azur.

LiO (acronyme de « lignes intermodales d'Occitanie »)  (acronyme de « lien entre les territoires d'Occitanie »), crée le 24 mai 2018 et mis en service en septembre 2018, est un service qui intègre la TER Occitanie pour fournir un service régional des transports collectifs unique présent dans les 13 départements de la région.
Ce service régional concerne les lignes régulières d’autocars interurbains, les lignes de transports scolaires, les services ferroviaires régionaux (le TER).
La région consacre 30,6 millions d'euros au développement de pôles d’échanges multimodaux (PEM).
Le réseau est composé de 20 lignes de TER[réf. non conforme] et de plus de 300 lignes régulières d'autocars, ainsi que de services de transport à la demande dans six départements et de plusieurs centaines de lignes scolaires.[réf. nécessaire]
Dans le cadre de la loi NOTRe, depuis septembre 2018, la région Occitanie est l'autorité organisatrice de transports sur son territoire pour les transports ferroviaires, ainsi que pour les transports interurbains dans les communes qui ne font pas partie d'un périmètre de transports urbains. La région est également chargée des transports scolaires, du transport à la demande et des pôles d'échanges multimodaux qu'elle développe.

## Aéroports

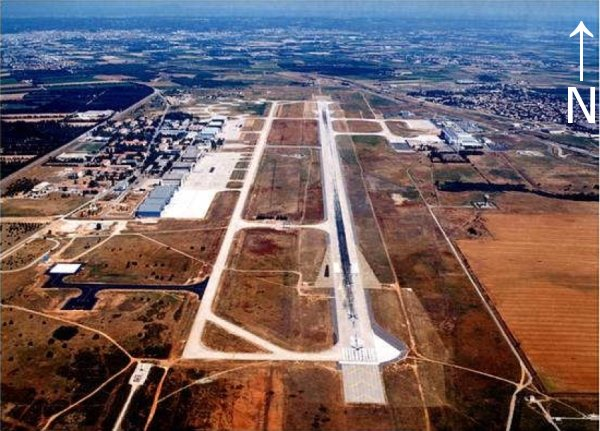
Aéroport Nîmes-Garons en 2007 vu d'avion.

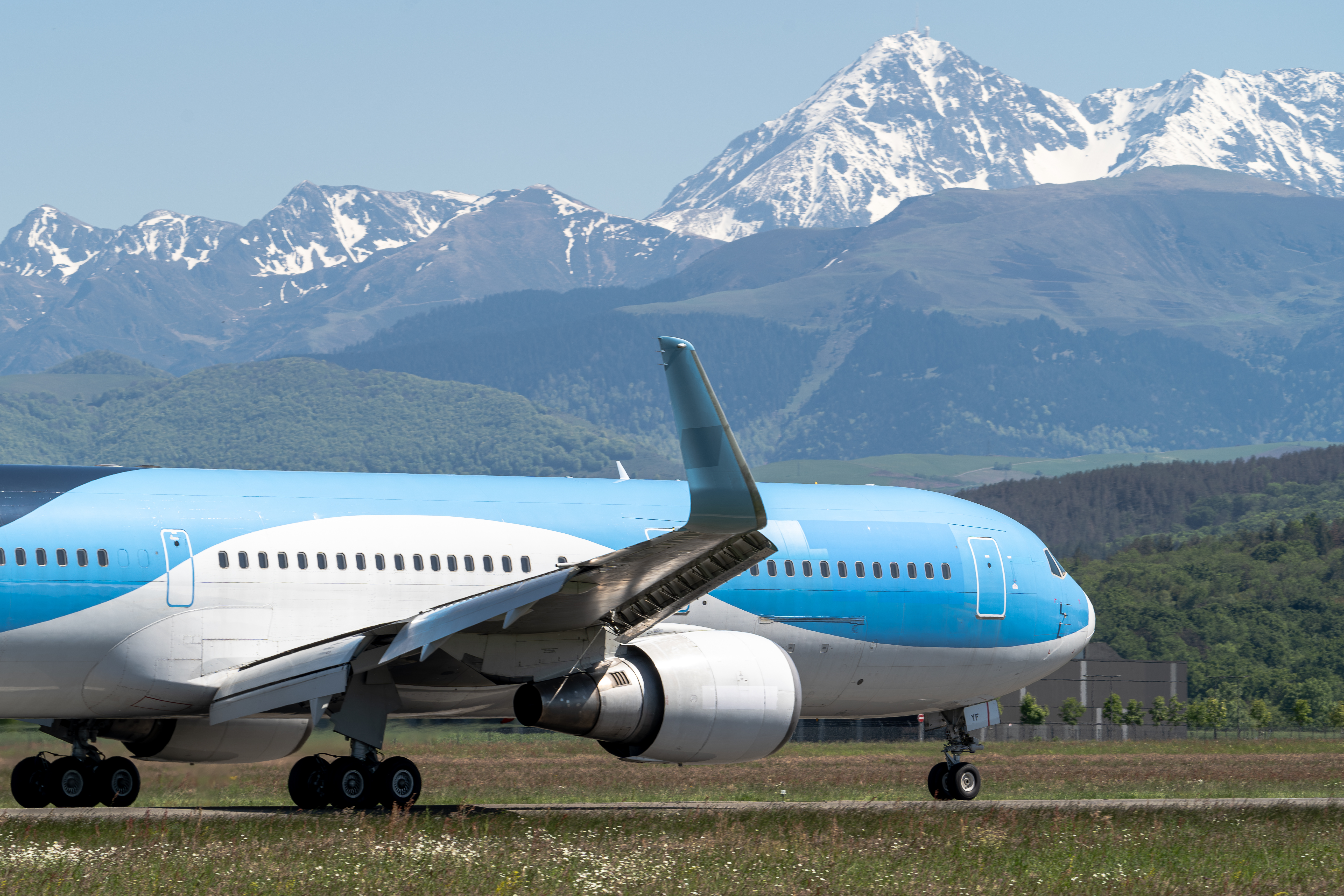
Aéroport de Tarbes : un avion Boeing 767 - G-OBYF de TUI Airways se rend à Tarmac Aerosave en 2024.

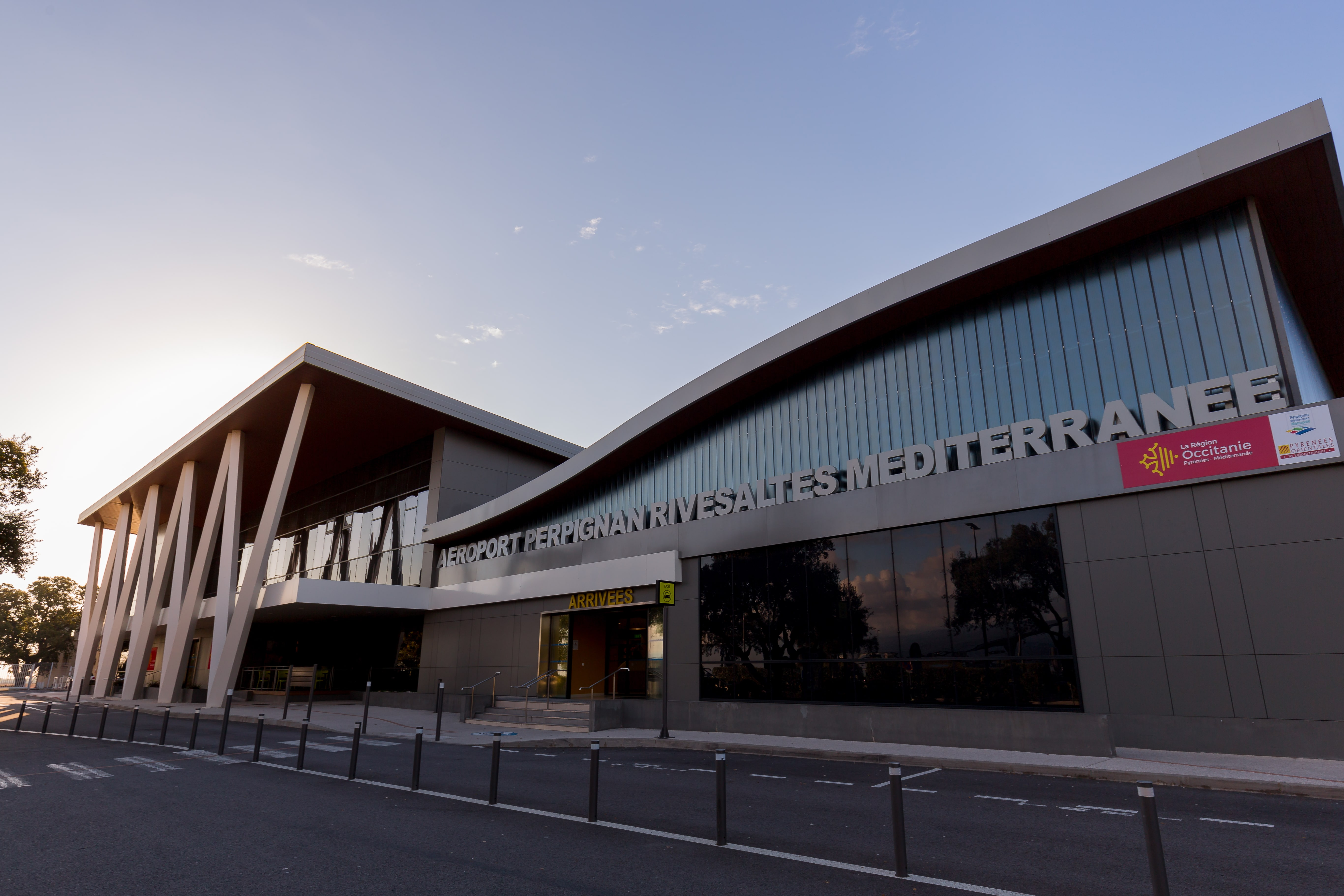
Aéroport de Perpignan, sud de France.

La région compte dix aéroports et une trentaine d'aérodromes :
- Toulouse-Blagnac
- Brive-Souillac (en bordure avec la région Nouvelle-Aquitaine)
- Castres-Mazamet
- Rodez-Aveyron
- Tarbes-Lourdes-Pyrénées
- Montpellier-Méditerranée
- Carcassonne-Sud de France
- Perpignan-Sud de France
- Béziers-Cap d'Agde
- Nimes-Alès-Camargue-Cévennes

Carte des aéroports et principaux aérodromes de la région
| \| 20 km1:2 341 000 \| Albi · Le Sequestre Montauban Millau · Larzac Cassagnes · Bégonhès Villefranche-de-Rouergue Mende · Brenoux Nogaro Condom · Valence-sur-Baïse Cahors · Lalbenque Figeac · Livernon Lasbordes Muret-Lherm · Saint-Gaudens · Montréjeau Bagnères · de-Luchon Pamiers · Les Pujols Saint-Girons · Antichan Castelnaudary · Villeneuve Lézignan · Corbières Alès · Cévennes Toulouse · Blagnac Francazal · Auch · Gers Castres · Mazamet Rodez · Aveyron Tarbes · Lourdes · Pyrénées Brive · Souillac Carcassonne · Salvaza Montpellier · Méditerranée Béziers · Cap d'Agde Nîmes · Garons Perpignan · Rivesaltes |
| 20 km1:2 341 000 |

## Réseau ferré
- lignes à grande vitesse nationale
- lignes à grande vitesse européennes
- lignes à grande vitesse actuellement en construction
- lignes classiques parcourues par les TGV.

Depuis 2010, la région Occitanie est connectée au réseau à grande vitesse d'Espagne, depuis la gare de Perpignan.

En décembre 2016, la région Occitanie a organisé à Toulouse les États généraux du rail et de l'intermodalité. Pour la présidente de la région organisatrice, « C'est la plus grande concertation régionale jamais organisée sur la mobilité en France » Elle a d'ailleurs indiqué souhaiter refonder un service public régional des transports accessible à tous et partout. Ces États généraux ont défini dix sujets :
- le mise en service des Regio 2N plus performants
- l'harmonisation de la tarification et le billet intermodal
- l'adaptation de l'offre TER :
  - avec des lignes prioritaires : Alès-Bessèges ; Carcassonne-Quillan ; Montréjeau-Luchon ; Le Train Jaune ; Rive droite du Rhône ; Rodez-Sévérac
  - avec des adaptations: choix des horaires, des fréquences, des correspondances entre train (TER, TGV, TET) ou entre mode (autocar, réseau urbain) et l’adaptation du matériel roulant au nombre d’usagers à transporter.
  - avec les relations ferroviaires entre métropoles et agglomérations, comme sur les trajets Toulouse / Montpellier / Nîmes et Toulouse / Perpignan.
- suppression des doublons avec les offres ferroviaires et routières existantes
- développement des pôles d'échanges multimodaux
- accessibilité des services ferroviaires et routiers
- pour la grande vitesse, la région soutient les lignes GPSO (LGV Bordeaux-Toulouse et Bordeaux-Dax-Espagne), et de la ligne nouvelle Montpellier-Béziers-Perpignan, ainsi que l'accélération de la ligne Toulouse et Carcassonne.
- la question des Trains d'Équilibre du Territoire
- le fret ferroviaire

### Lignes et réseaux importants et en projets

#### Lignes importantes

##### Ligne classique Bordeaux - Sète
En 2013, la ligne de Bordeaux-Saint-Jean à Sète-Ville voit circuler différents types de trains selon les tronçons. Le nombre de circulations varie de 22 à 26 selon le sens entre Agen et Montauban, tronçon le moins chargé, et 48 à 54 trains entre Montauban et Carcassonne, tronçon le plus fréquent[réf. non conforme].
La ligne voit circuler de bout en bout les Intercités Bordeaux - Montpellier - Marseille . Outre ce trafic, la typologie des circulations varie en fonction des tronçons..

##### Ligne classique Toulouse - Bayonne
La ligne de Toulouse à Bayonne est déclarée d'utilité publique par un décret impérial le 23 octobre 1856.
À la fin du XXe siècle, si le trafic de fret a tendance à diminuer sur cette ligne comme sur tout le réseau ferroviaire français, le trafic de voyageurs est en augmentation, grâce notamment à l'arrivée du TGV dans les années 1990, à raison de quatre allers-retours quotidiens entre Paris et Tarbes. Les trains express reliant la ligne au sud-est ont cependant été quasiment tous supprimés.

#### Projet
- LGV Montpellier - Perpignan : ligne mixte Montpellier-Béziers est déclarée d'utilité publique en 2023 pour intégration à la ligne Madrid-Paris vers 2040.
- LGV Bordeaux - Toulouse : des travaux préalables visent la construction d'une Ligne à grande vitesse en 2027-2030 et une mise en service en 2032-2035.

### TER Occitanie

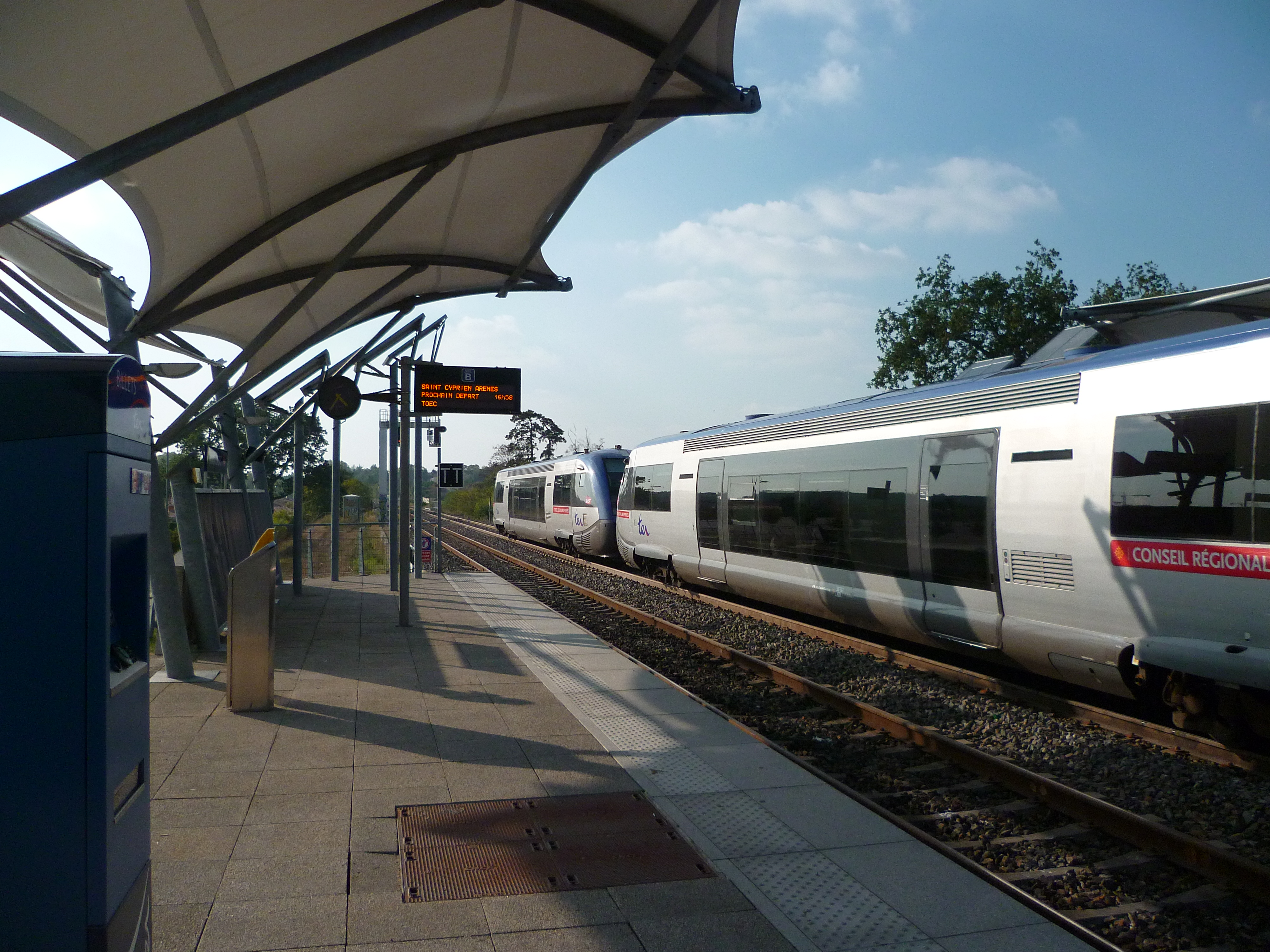
Un train TER dans la gare toulousaine des Ramassiers.

Le TER Occitanie est le réseau de lignes TER qui couvre la région administrative Occitanie, autorité organisatrice de transports depuis le 7 août 2017. Ce réseau est le résultat de la fusion des anciens réseaux TER Midi-Pyrénées et TER Languedoc-Roussillon propres aux anciennes régions.

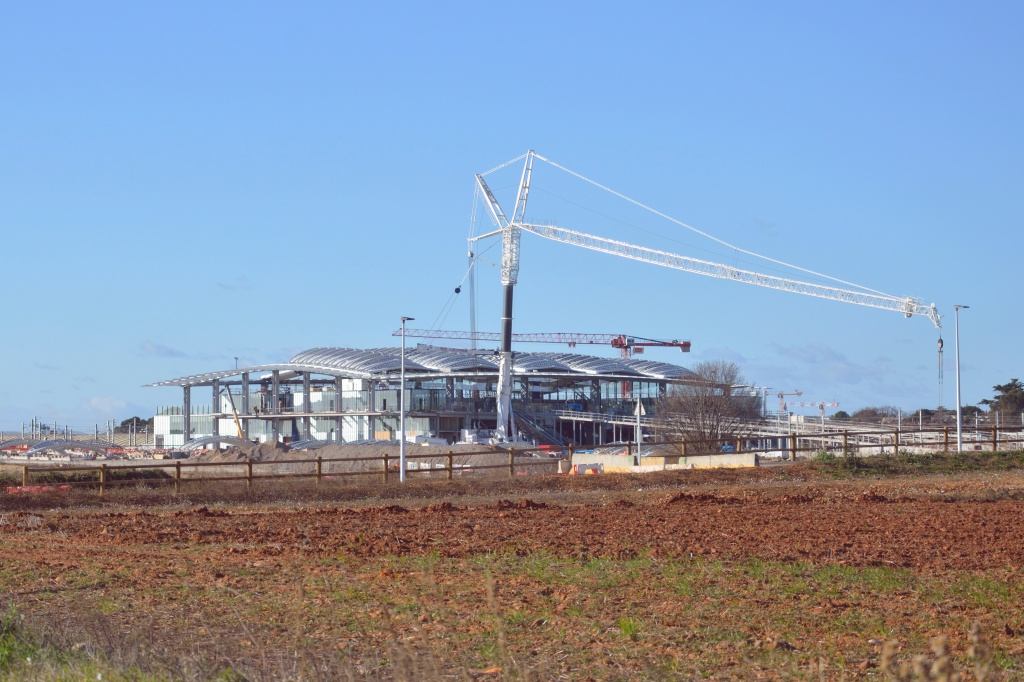
Depuis 2018, la région dispose d'une gare TGV desservie en fret, Gare de Montpellier-Sud-de-France dont elle s'est désengagée en raison de la faible fréquentation envisagée.

Le TER Occitanie a connu en 2016, avec les anciens réseaux TER, une fréquentation de 21 millions de voyageurs sur les 543 trains des 20 lignes ferroviaires et 43 lignes par autocar du réseau, circulant sur un réseau ferroviaire de 2 514 km et entre 274 gares et points d'arrêt.
Le nombre de voyageurs par moyenne journalière est de 56 000 environ, ce qui équivaut à 3,66 voyages par habitant et par an.

## Réseau fluvial

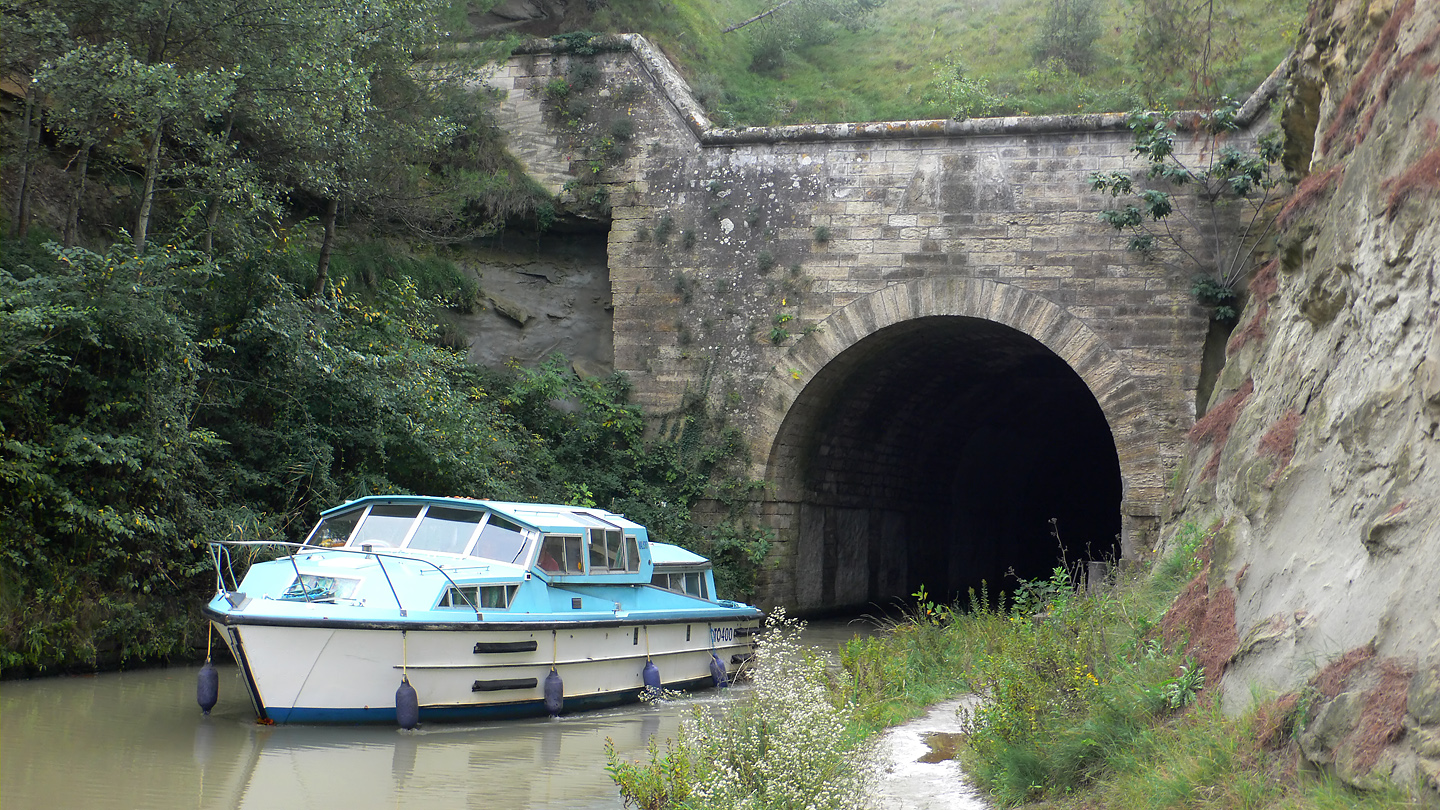
Le tunnel de Malpas sur le Canal du Midi

Le canal du Midi est un canal de navigation français à bief de partage qui relie Toulouse à la mer Méditerranée depuis le xviie siècle. D'abord nommé « canal royal de Languedoc », il est rebaptisé par les révolutionnaires en 1789 « canal du Midi ». À partir de 1856, le canal latéral à la Garonne, qui double la Garonne de Bordeaux à Toulouse, prolonge le canal du Midi pour fournir une voie navigable de l'océan Atlantique à la mer Méditerranée. L'ensemble des deux canaux est dénommé « canal des Deux-Mers ».
Longtemps utilisé pour le transport de marchandises, le canal du Midi est aujourd’hui reconverti au tourisme fluvial. Il est l'un des plus anciens canaux d'Europe toujours en fonctionnement. Depuis 1996, il est inscrit sur la liste du patrimoine mondial de l'UNESCO.
- Canal de Garonne
- Canal du Midi